# Henri Hogbe Nlend
Henri Hogbe Nlend (1939) es un matemático camerunés, profesor universitario, exministro y candidato presidencial de Camerún.

## Biografía
Henri Hogbe se desempeó como profesor en la Universidad de Yaundé y en la Universidad de Burdeos, en Francia.
En un encuentro de la Unión Matemática Internacional en 1976, se decidió crear la Unión Matemática Africana. Hogbe Nlend fue elegido como su primer presidente, puesto que mantuvo hasta 1986. Los fondos de la AMU provenían parcialmente de otra institución en París, también presidida por Hogbe Nlend. Reuniones de recaudación de fondos eran llevadas a cabo dos veces al año.
En 1997, Hogbe participó en las elecciones de Camerún, como candidato presidencial. Su candidatura fue boicoteada por los partidos de oposición, y fue el segundo candidato más votado, aunque sólo recibió el 2.9% de los votos. El candidato ganador, Paul Biya, seleccionó a Henri Hogbe como Ministro de Investigación Científica y Técnica.
Henri Hogbe, es miembro del partido histórico de Camerún (Unión de los Pueblos del Camerún (Union des Populations du Cameroun) UPC y líder de una de las facciones del partido. En el 2002, Hogbe perdió ante Augustin Frederic Kodock el secretariado-general del partido, quien es líder de otra afacción del UPC.

## Obras de Henri Hogbe
Algunas publicaciones importantes de Henri Hogbe son:
1. Théorie des bornologies et applications, (en francés) Lecture Notes in Mathematics, Vol. 213. Springer-Verlag, Berlin-New York, 1971. v+168 pp.
2. Bornologies and functional analysis, Traducido del Francés por V. B. Moscatelli. North-Holland Mathematics Studies, Vol. 26. Notas de Matemática, No. 62. [Notes on Mathematics, No. 62] North-Holland Publishing Co., Amsterdam-New York-Oxford, 1977. xii+144 pp. ISBN 0-7204-0712-5
3. Editor de Functional analysis and its applications. Trabajos de la International School en Niza, August 25--September 20, 1986. . ICPAM Lecture Notes. World Scientific Publishing Co., Singapore, 1988. viii+380 pp. ISBN 9971-5-0545-2 46-06 (47-06)